# 브리애나 뱅크스
브리애나 뱅크스(Briana Banks, 1978년 5월 21일 ~ )는 독일 뮌헨 태생의 미국의 포르노 배우이다. 2009년까지 비비드 엔터테인먼트 전속 배우이다.